# Parrocchie della diocesi di Ivrea

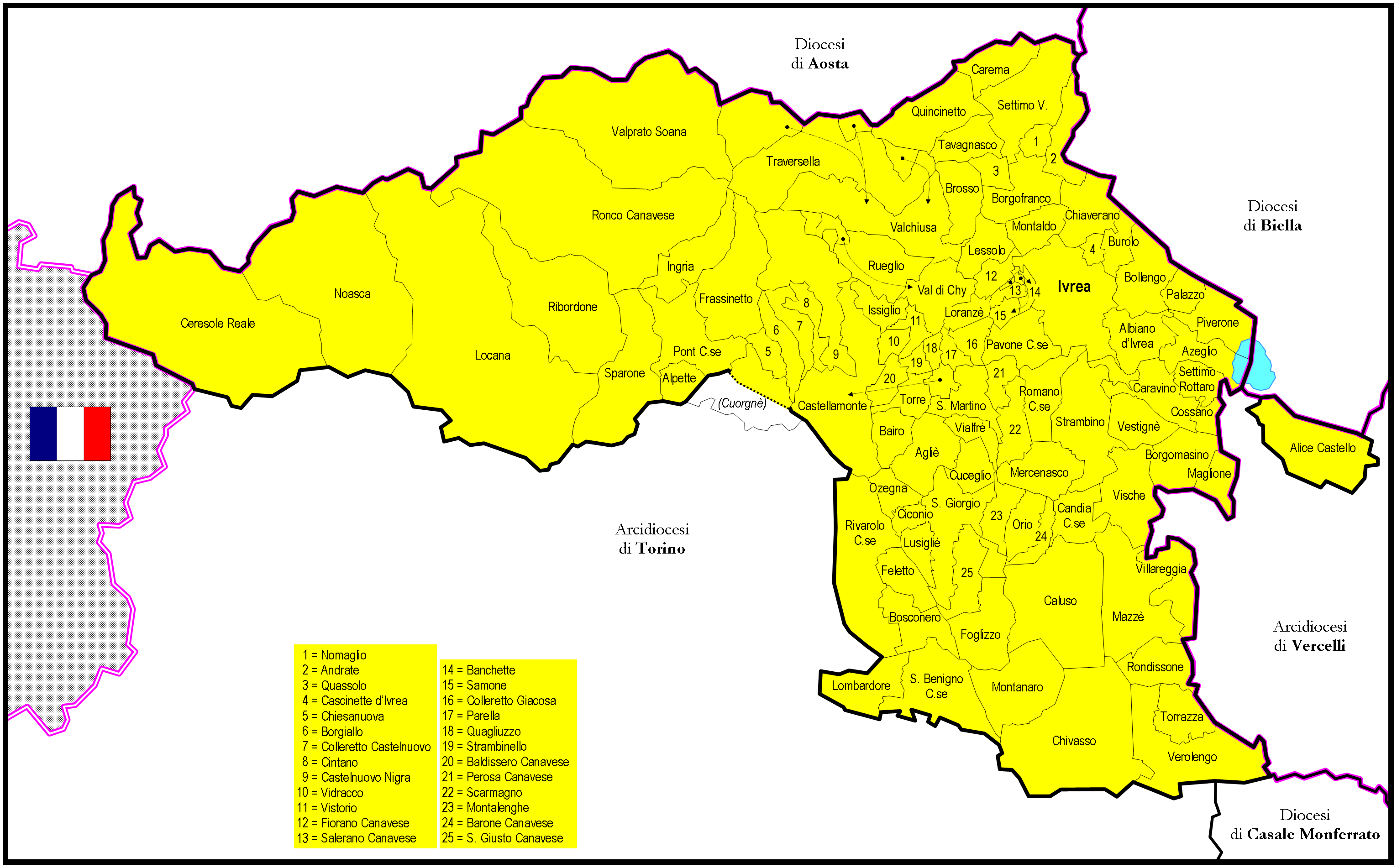
Mappa della diocesi

Le parrocchie della diocesi di Ivrea sono 141.

## Vicarie
La diocesi è organizzata in 7 vicarie.

### Vicaria urbana
| Parrocchia                    | Patrono                   | Comune             | Frazione/Quartiere |
| ----------------------------- | ------------------------- | ------------------ | ------------------ |
| Ivrea - cattedrale            | Santa Maria Assunta       | Ivrea              | centro             |
| Ivrea - Sacro Cuore           | Sacro Cuore di Gesù       | Ivrea              | San Grato          |
| Ivrea - San Grato             | San Grato Vescovo         | Ivrea              | Borghetto          |
| Ivrea - San Giovanni Battista | San Giovanni Battista     | Ivrea              | San Giovanni       |
| Ivrea - San Lorenzo Martire   | San Lorenzo Martire       | Ivrea              | centro             |
| Andrate                       | San Pietro in Vincoli     | Andrate            | centro             |
| Banchette                     | San Cristoforo            | Banchette          | centro             |
| Cascinette d'Ivrea            | Sant'Antonio di Padova    | Cascinette d'Ivrea | centro             |
| Chiaverano                    | San Silvestro Papa        | Chiaverano         | centro             |
| San Bernardo d'Ivrea          | San Bernardo Abate        | Ivrea              | San Bernardo       |
| Torre Balfredo                | San Filippo e San Giacomo | Ivrea              | Torre Balfredo     |

### Vicaria Calusiese-Strambinese
| Parrocchia            | Patrono                    | Comune               | Frazione/Quartiere |
| --------------------- | -------------------------- | -------------------- | ------------------ |
| Caluso                | San Calocero e Sant'Andrea | Caluso               | centro             |
| Strambino             | Santi Michele e Solutore   | Strambino            | centro             |
| Arè                   | San Michele Arcangelo      | Caluso               | Arè                |
| Barone Canavese       | Santa Maria Assunta        | Barone Canavese      | centro             |
| Bessolo               | San Giovanni Battista      | Scarmagno            | Bessolo            |
| Candia Canavese       | San Michele Arcangelo      | Candia Canavese      | centro             |
| Carrone               | San Grato Aosta            | Strambino            | Carrone            |
| Cerone                | San Giovanni Battista      | Strambino            | Cerone             |
| Crotte                | San Carlo Borromeo         | Strambino            | Crotte             |
| Mazzè                 | Santi Gervasio e Protasio  | Mazzè                | centro             |
| Mercenasco            | Santa Maria Maddalena      | Mercenasco           | centro             |
| Orio Canavese         | Natività di Maria Vergine  | Orio Canavese        | centro             |
| Perosa Canavese       | Natività di Maria Vergine  | Perosa Canavese      | centro             |
| Rodallo               | Santa Croce                | Caluso               | Rodallo            |
| Romano Canavese       | Santi Pietro e Solutore    | Romano Canavese      | centro             |
| Tonengo               | San Francesco d'Assisi     | Mazzè                | Tonengo            |
| San Giovanni Canavese | San Giovanni Battista      | Castellamonte        | San Giovanni       |
| San Martino Canavese  | San Martino Vescovo        | San Martino Canavese | centro             |
| Scarmagno             | San Michele Arcangelo      | Scarmagno            | centro             |
| Vallo Canavese        | San Grato                  | Caluso               | Vallo Canavese     |
| Villareggia           | San Martino Vescovo        | Villareggia          | centro             |
| Villate               | San Grato                  | Mercenasco           | Villate            |
| Vische                | San Bartolomeo Apostolo    | Vische               | centro             |

### Vicaria Castellamontese-Valli Orco e Soana
| Parrocchia             | Patrono                              | Comune                 | Frazione/Quartiere |
| ---------------------- | ------------------------------------ | ---------------------- | ------------------ |
| Castellamonte          | Santi Pietro e Paolo                 | Castellamonte          | centro             |
| Alpette                | Santi Pietro e Paolo                 | Alpette                | centro             |
| Bairo                  | San Giorgio Martire                  | Bairo                  | centro             |
| Baldissero Canavese    | San Martino Vescovo                  | Baldissero Canavese    | centro             |
| Borgiallo              | San Nicolao della Flüe               | Borgiallo              | centro             |
| Campo Canavese         | San Lorenzo Martire                  | Castellamonte          | Campo Canavese     |
| Castelnuovo            | Santa Maria Assunta e San Sebastiano | Castelnuovo Nigra      | centro             |
| Chiesanuova            | Santa Maria Maddalena                | Chiesanuova            | centro             |
| Ceresole Reale         | San Nicolao Vescovo                  | Ceresole Reale         | centro             |
| Cintano                | San Giovanni Battista                | Cintano                | centro             |
| Colleretto Castelnuovo | Sant'Antonio Abate                   | Colleretto Castelnuovo | centro             |
| Frassinetto            | San Bartolomeo Apostolo              | Frassinetto            | centro             |
| Ingria                 | San Giacomo Apostolo                 | Ingria                 | centro             |
| Locana                 | San Pietro in Vincoli                | Locana                 | centro             |
| Muriaglio              | Santi Pietro e Paolo                 | Castellamonte          | Muriaglio          |
| Noasca                 | Santa Maria Assunta                  | Noasca                 | centro             |
| Pont Canavese          | Santa Maria Assunta e San Costanzo   | Pont Canavese          | centro             |
| Priacco                | San Faustino Martire                 | Cuorgnè                | Priacco            |
| Ribordone              | San Michele Arcangelo                | Ribordone              | centro             |
| Ronco Canavese         | San Giusto Martire                   | Ronco Canavese         | centro             |
| Rosone                 | San Giuseppe e San Michele           | Locana                 | Rosone             |
| Salto                  | San Giacomo Apostolo                 | Cuorgnè                | Salto              |
| Sant'Anna Boschi       | Sant'Anna                            | Castellamonte          | Sant'Anna Boschi   |
| Sparone                | San Giacomo Apostolo                 | Sparone                | centro             |
| Spineto                | Natività di Maria Vergine            | Castellamonte          | Spineto            |
| Torre Canavese         | San Giovanni Evangelista             | Torre Canavese         | centro             |
| Valprato Soana         | Santi Silverio, Orso e Giacomo       | Valprato Soana         | centro             |

### Vicaria Chivassese
| Parrocchia                         | Patrono                           | Comune            | Frazione/Quartiere |
| ---------------------------------- | --------------------------------- | ----------------- | ------------------ |
| Chivasso - Santa Maria Assunta     | Santa Maria Assunta               | Chivasso          | centro             |
| Chivasso - Madonna del Rosario     | Madonna del Rosario               | Chivasso          | centro             |
| Chivasso - Madonna di Loreto       | Madonna di Loreto                 | Chivasso          | centro             |
| Chivasso - San Giuseppe Lavoratore | San Giuseppe Lavoratore           | Chivasso          | centro             |
| Borgo Revel                        | Sant'Anna                         | Verolengo         | Borgo Revel        |
| Boschetto                          | San Giovanni Evangelista          | Chivasso          | Boschetto          |
| Casabianca                         | San Grato Vescovo                 | Verolengo         | Casabianca         |
| Castelrosso                        | San Giovanni Battista e San Rocco | Chivasso          | Castelrosso        |
| Foglizzo                           | Santa Maria Maddalena             | Foglizzo          | centro             |
| Mandria Montanaro                  | Sant'Eligio                       | Chivasso          | Mandria            |
| Rondissone                         | Santi Vincenzo e Anastasio        | Rondissone        | centro             |
| Torrazza Piemonte                  | San Giacomo il Maggiore           | Torrazza Piemonte | centro             |
| Verolengo                          | San Giovanni Battista             | Verolengo         | centro             |

### Vicaria Pedemontana-Valchiusella-Valle Dora
| Parrocchia          | Patrono                                                  | Comune              | Frazione/Quartiere |
| ------------------- | -------------------------------------------------------- | ------------------- | ------------------ |
| Borgofranco d'Ivrea | San Maurizio Martire                                     | Borgofranco d'Ivrea | centro             |
| Alice Superiore     | San Martino Vescovo                                      | Val di Chy          | Alice Superiore    |
| Baio Dora           | San Solutore                                             | Borgofranco d'Ivrea | Baio Dora          |
| Brosso              | San Michele Arcangelo                                    | Brosso              | centro             |
| Carema              | San Martino Vescovo                                      | Carema              | centro             |
| Colleretto Giacosa  | Invenzione della Santa Croce                             | Colleretto Giacosa  | centro             |
| Drusacco            | Santa Maria Assunta                                      | Valchiusa           | Drusacco           |
| Fiorano Canavese    | San Dalmazzo                                             | Fiorano Canavese    | centro             |
| Inverso             | Visitazione di Maria Vergine                             | Valchiusa           | Inverso            |
| Issiglio            | San Pietro in Vincoli                                    | Issiglio            | centro             |
| Lessolo             | San Giorgio Martire                                      | Lessolo             | centro             |
| Loranzè             | San Lorenzo Martire                                      | Loranzè             | centro             |
| Lugnacco            | Presentazione di Gesù al Tempio                          | Val di Chy          | Lugnacco           |
| Montalto Dora       | San Eusebio Vescovo                                      | Montalto Dora       | centro             |
| Montestrutto        | San Giacomo Apostolo                                     | Settimo Vittone     | Montestrutto       |
| Nomaglio            | San Bartolomeo Apostolo                                  | Nomaglio            | centro             |
| Parella             | San Michele Arcangelo                                    | Parella             | centro             |
| Pavone Canavese     | Sant'Andrea Apostolo                                     | Pavone Canavese     | centro             |
| Pecco               | San Michele Arcangelo                                    | Val di Chy          | Pecco              |
| Quagliuzzo          | Presentazione di Gesù al Tempio                          | Quagliuzzo          | centro             |
| Quassolo            | Santa Maria Assunta                                      | Quassolo            | centro             |
| Quincinetto         | Santissimo Salvatore                                     | Quincinetto         | centro             |
| Rueglio             | Santi Filippo e Giacomo                                  | Rueglio             | centro             |
| Salerano Canavese   | San Defendente                                           | Salerano Canavese   | centro             |
| Samone              | San Rocco                                                | Samone              | centro             |
| Settimo Vittone     | Sant'Andrea Apostolo                                     | Settimo Vittone     | centro             |
| Strambinello        | Sant'Ilario Vescovo                                      | Strambinello        | centro             |
| Tavagnasco          | Santa Margherita                                         | Tavagnasco          | centro             |
| Trausella           | San Grato                                                | Valchiusa           | Trausella          |
| Traversella         | SS. Trinità, Invenzione della Santa Croce e San Bernardo | Traversella         | centro             |
| Vico Canavese       | San Giovanni Battista                                    | Valchiusa           | Vico Canavese      |
| Vidracco            | San Giorgio Martire                                      | Vidracco            | centro             |
| Vistrorio           | San Bartolomeo Apostolo                                  | Vistrorio           | centro             |

### Vicaria Rivarolese
| Parrocchia             | Patrono                                      | Comune               | Frazione/Quartiere |
| ---------------------- | -------------------------------------------- | -------------------- | ------------------ |
| Rivarolo - San Michele | San Michele Arcangelo                        | Rivarolo Canavese    | centro             |
| Rivarolo - San Giacomo | San Giacomo Apostolo                         | Rivarolo Canavese    | centro             |
| Agliè                  | Madonna della Neve e San Massimo             | Agliè                | centro             |
| Argentera              | Beata Vergine Immacolata e San Grato Vescovo | Rivarolo Canavese    | Argentera          |
| Bosconero              | San Giovanni Battista                        | Bosconero            | centro             |
| Ciconio                | Santi Pietro e Paolo                         | Ciconio              | centro             |
| Cuceglio               | Santi Pietro in Vincoli ed Eusebio Vescovo   | Cuceglio             | centro             |
| Feletto                | Santa Maria Assunta                          | Feletto              | centro             |
| Lombardore             | Sant'Agapito Martire                         | Lombardore           | centro             |
| Lusigliè               | San Giorgio Martire                          | Lusigliè             | centro             |
| Mastri                 | Santi Angeli Custodi                         | Bosconero            | Mastri             |
| Montalenghe            | Beata Vergine delle Grazie                   | Montalenghe          | centro             |
| Ozegna                 | Natività di Maria Vergine                    | Ozegna               | centro             |
| San Benigno Canavese   | Santa Maria Assunta                          | San Benigno Canavese | centro             |
| San Giorgio Canavese   | Santa Maria Assunta e San Giorgio Martire    | San Giorgio Canavese | centro             |
| San Giusto Canavese    | Santi Fabiano e Sebastiano                   | San Giusto Canavese  | centro             |
| Vialfrè                | Santi Pietro e Paolo                         | Vialfrè              | centro             |

### Vicaria Serra
| Parrocchia       | Patrono                                  | Comune           | Frazione/Quartiere |
| ---------------- | ---------------------------------------- | ---------------- | ------------------ |
| Albiano d'Ivrea  | San Martino Vescovo                      | Albiano d'Ivrea  | centro             |
| Alice Castello   | San Nicolao                              | Alice Castello   | centro             |
| Azeglio          | San Martino Vescovo                      | Azeglio          | centro             |
| Bollengo         | Sant'Eusebio Vescovo                     | Bollengo         | centro             |
| Borgomasino      | Santissimo Salvatore                     | Borgomasino      | centro             |
| Burolo           | Santi Pietro e Paolo                     | Burolo           | centro             |
| Caravino         | San Solutore                             | Caravino         | centro             |
| Cossano Canavese | Invenzione di Santo Stefano Protomartire | Cossano Canavese | centro             |
| Maglione         | San Maurizio                             | Maglione         | centro             |
| Masino           | San Lorenzo Martire                      | Caravino         | Masino             |
| Palazzo Canavese | San Genesio                              | Palazzo Canavese | centro             |
| Piverone         | San Pietro e San Lorenzo                 | Piverone         | centro             |
| Pobbia           | Madonna della Neve                       | Azeglio          | Pobbia             |
| Settimo Rottaro  | San Bononio                              | Settimo Rottaro  | centro             |
| Tina             | San Giovanni Battista                    | Vestignè         | Tina               |
| Vestignè         | Santa Maria Assunta                      | Vestignè         | centro             |